# Nina Muradyan
Nina Olegovna Muradyan (em russo:  Нина Олеговна Мурадян; Erevan, 17 de agosto de 1954) é uma ex-jogadora de voleibol da Rússia que competiu pela União Soviética nos Jogos Olímpicos de 1976.
Em 1976, ela fez parte da equipe soviética que conquistou a medalha de prata no torneio olímpico, no qual atuou em cinco partidas.